# فرح أباد (ساري)
فرح أباد هي مدينة في مقاطعة ساري، إيران. عدد سكان هذه القرية هو 2,217 في سنة 2016.